# 세 번 결혼하는 여자
《세 번 결혼하는 여자》는 2013년 11월 9일부터 2014년 3월 30일까지 방영된 SBS 주말 특별기획 드라마이다.

## 등장 인물

### 주요 인물
- 이지아 : 오은수 역
- 엄지원 : 오현수 역
- 송창의 : 정태원 역
- 하석진 : 김준구 역
- 조한선 : 안광모 역
- 서영희 : 박주하 역

### 은수&현수 가족들
- 한진희 : 오병식 역
- 오미연 : 이순심 역
- 김지영 : 정슬기 역

### 태원의 집
- 김용림 : 최정수 역
- 김정난 : 정태희 역

### 준구의 집
- 김용건 : 김 회장(명예회장) 역
- 김자옥 : 손 여사 역
- 강부자 : 손보살 역

### 그 외 주변인물
- 장희진 : 이다미 역
- 손여은 : 한채린 역
- 오미희 : 천경숙 역
- 허진 : 임실댁 역
- 정경순 : 회사 대표 역
- 남경민 : 하나 역
- 이찬 : 김인태 역
- 최성호 : 차동일 역
- 이지영 : 송선화 역
- 허준석 : 정수 역
- 이익준 : 준호 역
- 진현광 : 카페 지배인 역
- 서지연 : 주하친구 역

### 특별출연
- 양희경 : 유민숙 역
- 유서진 : 미선 역
- 정석용 : 디자이너 역
- 정재순 : 허영자 역
- 원종례 : 민 여사 역
- 하재숙 : 허당 점쟁이 역
- 정찬우 : 토크쇼 MC 역
- 박휘순 : 토크쇼 MC 역

## 시청률
아래의 파란색 숫자는 '최저 시청률'이고, 빨간색 숫자는 '최고 시청률'입니다. 시청률조사회사와 지역별로 시청률에 차이가 있을 수 있습니다.
| 2013년      | 2013년      | 2013년         | 2013년       | 2013년         | 2013년       |
| 회차        | 방송일      | TNmS 시청률    | TNmS 시청률  | AGB 시청률     | AGB 시청률   |
| 회차        | 방송일      | 대한민국(전국) | 서울(수도권) | 대한민국(전국) | 서울(수도권) |
| ----------- | ----------- | -------------- | ------------ | -------------- | ------------ |
| 제1회       | 11월 9일    | 8.5%           | 10.3%        | 10.4%          | 12.0%        |
| 제2회       | 11월 10일   | 6.3%           | 7.2%         | 8.7%           | 9.6%         |
| 제3회       | 11월 16일   | 6.3%           | 7.7%         | 8.9%           | 10.0%        |
| 제4회       | 11월 17일   | 6.5%           | 8.1%         | 9.4%           | 11.1%        |
| 제5회       | 11월 23일   | 7.0%           | 8.2%         | 9.9%           | 11.6%        |
| 제6회       | 11월 24일   | 7.6%           | 9.1%         | 9.5%           | 10.4%        |
| 제7회       | 11월 30일   | 7.6%           | 9.6%         | 9.5%           | 11.0%        |
| 제8회       | 12월 1일    | 7.4%           | 8.6%         | 9.7%           | 11.2%        |
| 제9회       | 12월 7일    | 8.5%           | 10.4%        | 10.2%          | 11.4%        |
| 제10회      | 12월 8일    | 7.5%           | 8.5%         | 10.3%          | 11.5%        |
| 제11회      | 12월 14일   | 8.2%           | 10.1%        | 11.1%          | 12.5%        |
| 제12회      | 12월 15일   | 7.7%           | 8.5%         | 11.4%          | 12.9%        |
| 제13회      | 12월 21일   | 7.5%           | 9.3%         | 8.8%           | 10.0%        |
| 제14회      | 12월 22일   | 8.8%           | 10.4%        | 11.3%          | 12.8%        |
| 제15회      | 12월 28일   | 8.9%           | 10.3%        | 11.8%          | 12.8%        |
| 2014년      |             |                |              |                |              |
| 제16회      | 1월 4일     | 9.7%           | 10.9%        | 12.6%          | 14.0%        |
| 제17회      | 1월 5일     | 8.0%           | 9.8%         | 11.6%          | 12.4%        |
| 제18회      | 1월 11일    | 9.4%           | 11.6%        | 13.5%          | 15.3%        |
| 제19회      | 1월 12일    | 9.2%           | 11.2%        | 12.4%          | 13.8%        |
| 제20회      | 1월 18일    | 10.9%          | 13.6%        | 13.7%          | 15.1%        |
| 제21회      | 1월 19일    | 10.1%          | 13.3%        | 12.8%          | 13.8%        |
| 제22회      | 1월 25일    | 12.1%          | 15.7%        | 14.2%          | 15.5%        |
| 제23회      | 1월 26일    | 11.1%          | 14.5%        | 14.3%          | 15.7%        |
| 제24회      | 2월 1일     | 10.7%          | 12.5%        | 12.8%          | 14.4%        |
| 제25회      | 2월 2일     | 10.0%          | 12.1%        | 13.1%          | 14.6%        |
| 제26회      | 2월 9일     | 9.2%           | 11.4%        | 13.2%          | 14.4%        |
| 제27회      | 2월 15일    | 9.2%           | 11.3%        | 12.0%          | 13.6%        |
| 제28회      | 2월 16일    | 9.0%           | 10.5%        | 12.0%          | 13.0%        |
| 제29회      | 2월 22일    | 12.8%          | 15.3%        | 15.7%          | 17.4%        |
| 제30회      | 2월 23일    | 11.6%          | 14.2%        | 14.9%          | 16.7%        |
| 제31회      | 3월 1일     | 12.7%          | 15.4%        | 15.3%          | 17.9%        |
| 제32회      | 3월 2일     | 12.2%          | 14.6%        | 16.1%          | 18.5%        |
| 제33회      | 3월 8일     | 13.4%          | 16.9%        | 16.7%          | 19.0%        |
| 제34회      | 3월 9일     | 12.4%          | 15.0%        | 16.3%          | 18.7%        |
| 제35회      | 3월 15일    | 12.9%          | 15.8%        | 16.0%          | 18.6%        |
| 제36회      | 3월 16일    | 12.3%          | 14.6%        | 16.6%          | 19.2%        |
| 제37회      | 3월 22일    | 12.8%          | 16.5%        | 15.9%          | 18.8%        |
| 제38회      | 3월 23일    | 11.9%          | 13.9%        | 16.9%          | 19.3%        |
| 제39회      | 3월 29일    | 12.7%          | 15.4%        | 15.8%          | 17.5%        |
| 제40회      | 3월 30일    | 13.2%          | 15.9%        | 17.2%          | 19.4%        |
| 평균 시청률 | 평균 시청률 | 9.9%           | 12.0%        | 12.8%          | 14.4%        |

## 결방과 연장
- 2013년 12월 29일 : SBS 가요대전 편성으로 인해 결방
- 2014년 1월 23일 : 세 번 결혼하는 여자 방영 분량이 32부작에서 8회 연장되어 40부작으로 변경 및 확정되었다.
- 2014년 2월 8일 : 2014 소치 동계올림픽 중계방송으로 인해 결방

## 수상
- 2014년 SBS 연기대상 장편드라마 부문 남자 우수 연기상 (송창의)

## 참고 사항
- 대본 리딩까지 참여했던 천정명, 한가인, 김사랑의 출연이 김수현 작가의 반대로 인해 불발되었다.[5]
- 연출을 맡기로 했던 정을영 PD가 건강상의 이유로 하차하자[6] 김수현 작가는 2주가량 첫방송을 연기하자고 요청하였고, 전작 <결혼의 여신>의 분량이 4회 연장되었다.[7]
- 김보연은 최 여사 역을 맡기로 하였으나, 출연 중이던 <오로라 공주>의 연장으로 인해 역을 고사하였다.[8]
- 한동안 방송에 모습을 드러내지 않았던 허진의 복귀작으로, 당초 최 여사(김용림 분) 역으로 캐스팅되었으나[9] 김수현 작가의 반대로 무산될 뻔하였다. 그러나 강부자의 도움으로 가사 도우미인 임실댁 역을 맡을 수 있었다.[10]
- 가정폭력 과거사로 인해 의붓딸 정슬기를 폭행했던 한채린과 뻔뻔한 불륜행각을 일삼았던 이다미가 지난 과오에도 불구 행복을 찾은 반면 무고한 오은수는 갓난 아들마저 빼앗기고 상처뿐인 결말을 맡게 된 것에 대한 시청자들의 불만이 있었다.[11] 김준구 역의 하석진은 인터뷰를 통해 역할과 결말에 대한 아쉬움을 토로한 바 있다.[12]
- 극중 손 여사역을 맡았던 김자옥의 마지막 작품이자 유작이기도 하다